# Nobiles Officinae
Als Nobiles Officinae werden die königlichen Werkstätten der normannischen Herrscher in Palermo auf Sizilien im 12. und 13. Jahrhundert bezeichnet. Der damalige König Roger II. von Sizilien, aus der normannischen Dynastie Hauteville, war ein Mäzen der Künste und der Literatur. Er versammelte an seinem Hof in Palermo arabische und byzantinische Gelehrte, Dichter und Kunsthandwerker. 
Die Werkstätten bildeten eine einzigartige Produktionsstätte für Werke der Schatzkunst. Die Arbeiten dieser Werkstatt weisen eine Fülle von Materialien auf und eine erstaunliche Vielfalt von Motiven aus unterschiedlichsten Kulturen. Dies sind unter anderem mit Gold gewebte und mit Perlen bestickte Seidenstoffe, die zu Herrschergewändern, Altartüchern und Handschuhen verarbeitet wurden, Goldschmiede- und Elfenbeinarbeiten, Kameen aus Sardonyx mit mythologischen und biblischen Motiven.
Diese Vielfalt ergab sich aus der damaligen ethnischen Zusammensetzung der Bevölkerung Siziliens, aus Lateinern, Griechen und Arabern, ebenso wie aus dem Nebeneinander von römisch-katholischen, griechisch-orthodoxen, muslimischen und jüdischen Gläubigen. Alle diese Volks- und Religionsgruppen waren in den königlichen Werkstätten vertreten. So schufen die griechisch-byzantinischen Handwerker Goldschmiedearbeiten und Textilien. Die Arbeiten mit Elfenbein, der Bronzeguss und die Stickerei waren die Domäne der sarazenischen Künstler.
Die Nobiles Officinae sind eine der wenigen Werkstätten des Mittelalters, deren Produkte eindeutig zuordenbar sind und zum Teil noch existieren. Als bekannteste Stücke aus diesen Werkstätten gelten der prachtvolle Krönungsmantel und andere Kleidungsstücke des Krönungsornats der römisch-deutschen Kaiser.
Der Name der Nobiles Officinae wird erstmals in der Epistola des Hugo Falcandus aus dem Jahre 1190 erwähnt.